# جيان (شركة)
جيان كازينو (بالفرنسية: [ʒeɑ̃ kɑzino])، سلسلة متاجر هايبر ماركت مقرها في سانت إتيان، فرنسا، تتبع مجموعة كازينو العملاقة للتجزئة الفرنسية. في عام 2022، تم استبدال العلامة التجارية تدريجيًا بعلامة Casino #hyperFrais.
أغلقت المجموعة أو باعت جميع متاجرها الكبيرة في فرنسا للمنافسين بين يونيو 2023 وأكتوبر 2024، وفي خضم أزمة مالية مرتبطة بديونها. خلال هذه الأزمة، استبدلت العلامة التجارية تدريجيًا بمنافسين في دول مختلفة.

## وصلات خارجية
- جيان فرنسا
- جيان تايوان